# Maliana
Pour le poste administratif, voir Maliana (poste administratif).
Maliana est une ville du Timor oriental, peuplée de 15 800 habitants en 2010.
Capitale de municipalité de Bobonaro et du poste administratif de Maliana.